# Pseudopoda daliensis
Pseudopoda daliensis là một loài nhện trong họ Sparassidae.
Loài này thuộc chi Pseudopoda. Pseudopoda daliensis được miêu tả năm 2007 bởi Peter Jäger & Vedel.